# Susana Villarán

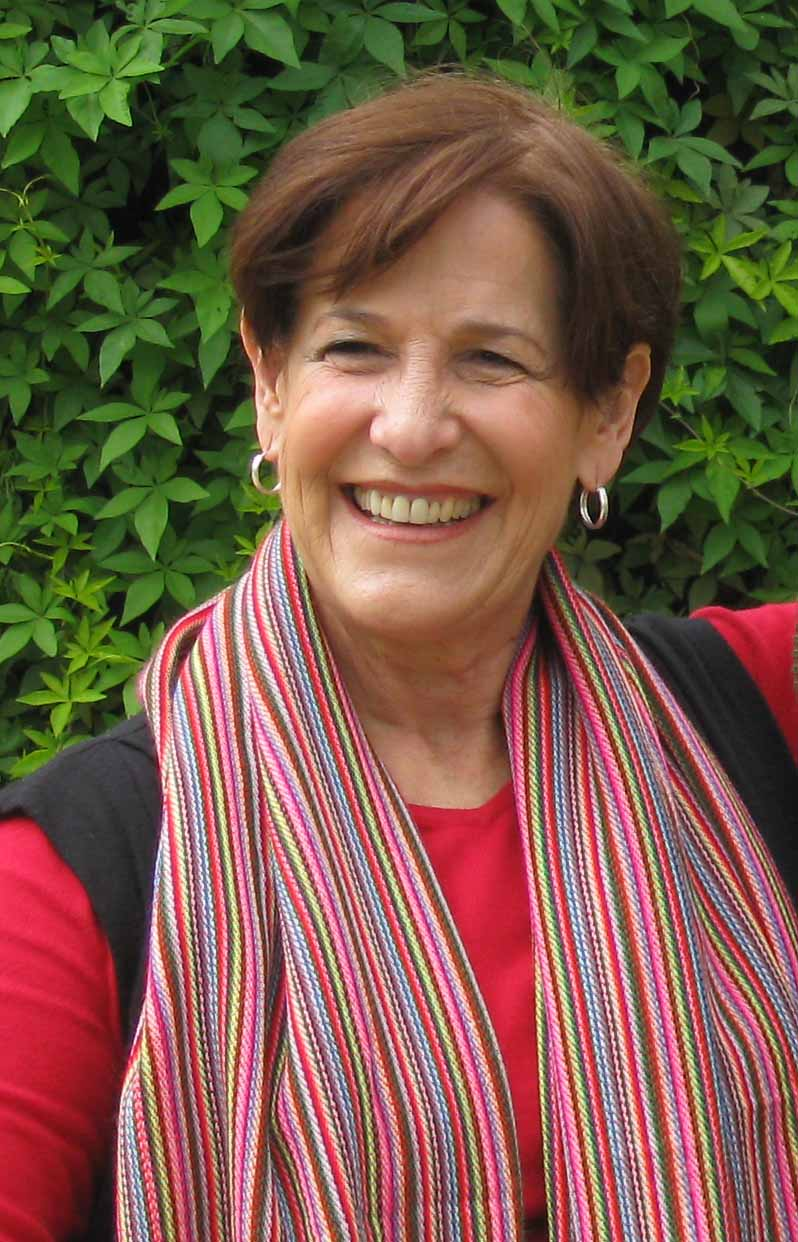
Susana Villarán, 2010

Susana María del Carmen Villarán de la Puente (* 16. August 1949 in Lima) ist eine peruanische Politikerin und war von 2011 bis 2014 Bürgermeisterin der peruanischen Hauptstadt Lima.

## Leben und Wirken
Für die Metropolverwaltung von Lima arbeitete Villarán de la Puente in den 1980er Jahren das Schulfrühstück-Programm „Vaso de leche“ mit aus. Nach dem Rücktritt von Alberto Fujimori übernahm sie in der Übergangsregierung von Valentín Paniagua Corazao das Amt der Ministerin für Frauen und Sozialentwicklung. Im Jahr 2006 kandidierte sie für das peruanische Präsidentenamt, scheiterte aber. 2010 stellte ihre Partei Fuerza Social (FS) Susana Villarán de la Puente als Kandidatin für das Bürgermeisteramt auf. Sie gewann mit knappem Vorsprung gegen Lourdes Flores Nano (PPC) und wurde Limas erste Bürgermeisterin.
Am 17. März 2013 musste sich Susana Villarán de la Puente sowie ein großer Teil des Stadtrates einem Abwahlreferendum stellen. Sie selbst wurde knapp im Amt bestätigt, ihre Partei verlor aber fast alle Sitze im Stadtrat. Nach der nächsten Bürgermeisterwahl im Oktober 2014 verlor sie ihr Amt jedoch wieder an ihren Vorgänger Luis Castañeda.